# Randolph Toussaint
Randolph Toussaint (nascido em 12 de agosto de 1955) é um ex-ciclista olímpico guianês. Toussaint representou sua nação nos Jogos Olímpicos de Verão de 1984, na prova de corrida individual em estrada.